# Steve Shirley
Stephanie “Steve” Shirley, nacida Vera Buchthal (Dortmund (Alemania), Alemania nazi, 16 de septiembre de 1933-9 de agosto de 2025) fue una empresaria informática y filántropa británica.

## Trayectoria
Shirley llegó al Reino Unido en 1939 como parte del programa Kindertransport que evacuó a unos diez mil niños judíos de Alemania y otros países bajo su control. Era hija de un matrimonio judío que se tuvo que quedar en Alemania, aunque Shirley se reunió con sus padres al terminar la guerra. En Gran Bretaña fue acogida por un matrimonio de los alrededores de Birmingham. Aunque sus padres de acogida eran anglicanos, la enviaron a estudiar a un colegio católico, donde destacó en matemáticas.
A los dieciocho años empezó a trabajar en el centro de investigación del Royal Mail en Dollis Hill, donde estuvo ocho años. Durante ese tiempo asistió a clase después de su jornada laboral y obtuvo un Grado en Matemáticas. A mediados de los años 50 tuvo un primer conocimiento sobre ordenadores, lo que le llevó a solicitar su traslado hacia esa vertiente dentro del centro en el que trabajaba. Shirley acabaría dejando la Royal Mail por varios motivos, entre ellos el que le denegaran un ascenso por ser mujer y que iba a casarse con otro empleado, lo que obligaba en aquella época a que uno de los dos dejara la empresa.
Tras dejar la Royal Mail, Shirley trabajó en ICL durante un año y medio. Ella y su equipo tenían que probar el ordenador ICT 1301. ICL se llamaba entonces English Electric ICT, y el trabajo se realizaba en una subsidiaria a partes iguales con General Electric Company, llamada Computer Developments Limited (CDL) y con sede en Kenton (norte de Londres). Dentro de esta empresa también vio pocas oportunidades de ascender debido a su condición de mujer, lo que le llevó a plantearse crear su propia empresa.
En 1962 fundó la empresa de software F. I. Group PLC. En el inicio de su vida laboral, tomó la costumbre de usar Steve como su nombre de pila, ya que normalmente es un nombre masculino y el mundo de los negocios estaba en aquel momento dominado por los varones. Hasta que en 1975 la ley británica contra la discriminación sexual prohibió ese tipo de práctica, Shirley solo contrataba mujeres.
Tras jubilarse en 1993, se dedicó a actividades filantrópicas a través de la Shirley Foundation. En 2014 se estimaba que había donado 65 millones de libras de un total de 150 que había acumulado tras vender su empresa. Entre las causas que apoya destaca la investigación sobre el autismo, pues su fallecido hijo Giles sufrió este trastorno.
Shirley fue uno de los miembros fundadores de la British Computer Society en 1957. Fue nombrada Oficial de la Orden del Imperio Británico (OBE) y ascendida a Dama Comendadora en el 2000. De mayo de 2009 a mayo de 2010, fue Embajadora del Reino Unido para la Filantropía.